# Burg Schaaken
Die Burg Schaaken war eine Ordensburg des Deutschen Ordens in dem damals ostpreußischen Dorf Liska-Schaaken, heute Nekrassowo in der russischen Oblast Kaliningrad.

## Geschichte
Das vormalige Schaaken entstand als Burg des Deutschen Ordens nordöstlich von Königsberg (Preußen), 3 km vom Kurischen Haff, und bestand aus Liska-Schaaken mit Domäne Schaaken (heute unter dem Namen „Nekrassowo“ zusammengeführt) und Kirche Schaaken (russisch: Schemtschuschnoje). Schon zu prußischer  Zeit befand sich hier ein Handelsplatz mit einer Befestigungsanlage, die der Deutsche Orden für seine Verteidigungszwecke nutzte. 1397 wurde Burg Schaaken von einem Pfleger verwaltet und der Komturei Königsberg unterstellt. Bis 1503 gab es 21 Pfleger; im Herzogtum Preußen wurde diese Funktion von einem Amtshauptmann ausgeführt. 1606 brannte die Burg durch ein Unglück ab.  1711 und 1717 hat Zar Peter der Große hier übernachtet. Im Siebenjährigen Krieg bezog Alexander Wassiljewitsch Suworow hier sein Hauptquartier. Im 19. Jahrhundert wurde die Burg im Stil der Romantik umgestaltet. Nach 1945 ist die Burganlage stark verfallen. Es gibt Pläne, sie als ein deutsch-russisches Begegnungszentrum wiederaufzubauen.

## Bauwerk
Als eine von wenigen Deutschordensburgen hat Burg Schaaken eine ovale Ringmauer aus Feldstein, vermutlich weil die Burg an Stelle einer prußischen Befestigung gebaut wurde. Heute lehnen sich einige neuzeitliche Wirtschaftsgebäude mit vermutlich mittelalterlichen Vorgängerbauten an diese Mauer an. Das dreigeschossige Haupthaus mit Länge von 43 m ist aus Backstein gebaut und im Kern noch mittelalterlich. Bemerkenswert ist, dass das Haupthaus einen risalitartigen Vorbau an der Feldseite hat. Ende des 19. Jahrhunderts wurde die Burg erheblich umgebaut und zählt heute, trotz Vernachlässigung, zu den besterhaltenen Ordensburgen.